# Магістральні газопроводи України
ПАТ «Магістральні газопроводи України» — незалежний оператор газотранспортної системи України, компанія, що утворена урядом України 9 листопада 2016 року на вимогу Третього енергопакету, що передбачає розділення компаній з транспортування, зберігання та видобутку газу, а відтак — реструктуризацію Нафтогазу та ліквідація Укртрансгазу з утворенням відповідних незалежних компаній.
100% акцій належить державі. Станом на вересень 2023 знаходиться в стані припинення. 

## Історія
24 вересня 2010 року Україна приєдналася до Договору про заснування Енергоспівтовариства.
Країни Енергоспівтовариства беруть на себе зобов'язання з гармонізації своєї нормативно-правової бази зі стандартами ЄС та імплементації Другого і Третього енергетичних пакетів.
Згідно Третього енергопакету, компаніям забороняється одночасно і продавати, і транспортувати газ.
25 березня 2015 року було затверджено План заходів щодо реформування газового сектору, за яким передбачається відокремлення діяльності НАК «Нафтогаз України» з транспортування природного газу згідно Закону України Про ринок природного газу.
1 липня 2016 Кабмін затвердив план такої реструктуризації.
А 9 листопада 2016 уряд створив ПАТ «Магістральні газопроводи України», що став новим незалежним оператором газотранспортної системи.
28 квітня 2017 було затверджено порядок передачі «МГУ» майна, що використовується «Укртрансгазом» для транспортування газу. Майно буде передано протягом 30 днів з моменту набуття чинності остаточного рішення Стокгольмського арбітражу в суперечці між «Нафтогазом України» і російським «Газпромом» за угодами на період 2009-2019 рр.
5 вересня 2023 внесене рішення засновників щодо припинення «МГУ» в результаті реорганізації.